# Girolamo Merolla da Sorrento
Girolamo Merolla da Sorrento (Sorrente ?- Luanda, 22 octobre 1697) est un prêtre franciscain.

## Activité missionnaire
Il entra dans les ordres des Frères mineurs capucins en 1678, avant de s'embarquer pour la mission du Congo le 5 mai 1682, sous l'égide de la Congrégation de Propaganda Fide.
Après un périple par mer, de Naples à Lisbonne, de Lisbonne à São Salvador de Bahia, et du Brésil vers l'Afrique, il arriva au Royaume Kongo et gagna la mission de Mbanza Soyo le 27 mai 1683. Terrassé par la maladie (dysenterie et paludisme) dès 1685, il passa la plupart de son temps alité. C'est à partir de 1688, même s'il demeurait souffrant, qu'il chercha à évangéliser le Royaume de Kakongo par le biais d'envoyés royaux. Aussi, il entreprit une série d'actions diplomatiques pour tenter de placer sur le trône d'un Royaume Kongo en proie à l'anarchie, un souverain réfugié à Lemba qu'il avait jugé légitime : il s'agissait de João Manoel Grilho, connu comme Dom João II Nzuzi a Ntamba. Girolamo Merolla ne put exaucer ses vœux pacifiques, en raison des nombreux rapports de force et intérêts commerciaux existant entre les pouvoirs locaux et les entités coloniales de l'époque. Par ailleurs, son retour en Italie (août-septembre 1688) fut précipité au motif d'une rechute dans la maladie. Un second départ pour Mbanza Soyo est attesté dans l'une de ses lettres à la Propaganda Fide, datée du 3 avril 1692.
Merolla s'éteignit à Luanda le 22 octobre 1697.

## Œuvre
Le Capucin sorrentin laisse derrière lui un livre intitulé Breve, e Succinta Relatione del viaggio nel Congo nell’Africa Meridionale, publié en 1692. Cet ouvrage est riche en descriptions de mœurs, en données botaniques et zoologiques et présente une contribution ethnographique intéressante sur des contrées et peuples d'Afrique centrale, très peu connus au XVIIe siècle. Il témoigne, au même titre, des engagements et combats livrés par le missionnaire Merolla contre la traite transatlantique qui sévissait en Afrique occidentale.
Du reste, le texte de Merolla présente des traits d'écriture similaires à Istorica Descrizione de' tre regni Congo, Matamba ed Angola (1687), récit de son prédécesseur et missionnaire, Giovanni Antonio Cavazzi da Montecuccolo (1621-1678). Malgré les injonctions éditoriales de la Propaganda Fide, par les décrets apostoliques de 1625 et 1634 du pape Urbain VIII, visant à ne pas multiplier dans les récits missionnaires les narrations à caractère fabuleux ou miraculeux, et à éviter le trop d'éloges ainsi que les réputations en sainteté concernant les prêtres, la Breve, e Succinta Relatione de Merolla offre au lecteur nombre de passages aux contenus transgressifs.

Le livre de Girolamo Merolla da Sorrento, se distingue en ce que son auteur en est seulement le conteur, celui qui dicte à un écrivain, lui aussi Capucin, du nom d’Angelo Piccardo da Napoli, le même qui déclare avoir réduit au « présent style historique et narratif » la Breve, e Succinta Relatione. En effet, Piccardo fit de nombreux aménagements littéraires en euphorisant les souvenirs de mission de son compagnon Merolla. Il conféra au texte de Merolla une teneur mythico-religieuse, puisque, au fil des lignes, des citations servant des visées morales, tirées de la Bible, des Pères de l'Église ou exégètes, côtoient des citations d'auteurs prosaïques et classiques, tels que Martial, Juvénal, Ovide, Virgile et tant d'autres, qui ont elles la fonction d'héroïser et emphatiser les actions accomplies par le missionnaire.